# Crossing Jordan
Crossing Jordan es una serie de televisión de la NBC, protagonizada por Jill Hennessy en la que interpreta a una forense del Instituto Médico Forense de Boston. La serie muestra los trabajos de investigación e identificación de cuerpos del Instituto y de la policía, asignada a algunos de los casos. La serie fue escrita por Tim Kring y por Damon Lindelof, quien también se encargó de la producción.
El título se refiere tanto al nombre de la protagonista, que casi siempre se muestra en una posición "enfadada/cruzada" con los demás -especialmente los personajes con autoridad sobre ella- hasta obtener lo que quiere saber, y la metáfora bíblica de los antiguos hebreos cruzando el río Jordán, usada en las canciones espirituales para representar la muerte y el paso a la otra vida.
La serie se estrenó en España a partir del 6 de diciembre de 2004 en Cosmopolitan TV y fue emitida posteriormente en otros canales como Cuatro y Factoría de Ficción. En Estados Unidos la serie comenzó a emitirse el 24 de septiembre de 2001 y finalizó el 16 de mayo de 2007, tras seis temporadas en antena.
Jill Hennesy alcanzó la popularidad con la serie Ley y Orden.

## Argumento
La doctora Jordan Cavanaugh es una médica forense que se dedica a investigar los casos de asesinato de los cadáveres que recibe. Sin embargo, a ella no se le está permitido entrar en casos policiales, pero gracias a la reputación que tenía su padre y su carisma, consigue manipular a la gente con la que trabaja y logra resolver los casos que se le presentan.

## Premios y nominaciones
- 2003 - Jill Hennessy, nominada a los Globos de Oro como actriz revelación de serie.
- 2003, 2004 y 2005 - Premio de la Asociación de Compositores (ASCAP) a la mejor serie de televisión.

## Personajes de la serie
- Jill Hennessy, doctora Jordan Cavanaugh.
- Miguel Ferrer, doctor Garret Macy, jefe de Jordan.
- Jerry O'Connell, detective Woody Hoyt.
- Kathryn Hahn, consejera Lily Lebowski.
- Ken Howard, expolicía Max Cavanaugh, padre de Jordan (1.ª temporada).
- Lorraine Toussaint, doctora Elaine Duchamps (2.ª temporada).
- Mahershalalhashbaz Ali, doctor Trey Sanders. (1.ª temporada).
- Ravi Kapoor, entomólogo "Bug" Mahesh.
- Steve Valentine, criminalista Nigel Townsend.
- Leslie Bibb, Lu Simmons, psicóloga de la policía de Boston.

| Temporada | Médico forense                       | Jefe del servicio médico forense | Médicos forenses                     | Médicos forenses                          | Consejera                    | Criminalista                     | Detective                         | Detective Junior                         |
| --------- | ------------------------------------ | -------------------------------- | ------------------------------------ | ----------------------------------------- | ---------------------------- | -------------------------------- | --------------------------------- | ---------------------------------------- |
| 1         | Dr. Jordan Cavanaugh (Jill Hennessy) | Dr. Garret Macy (Miguel Ferrer)  | Dr. Mahesh "Bug" Vijay (Ravi Kapoor) | Dr. Trey Sanders (Mahershalalhashbaz Ali) | Lily Lebowski (Kathryn Hahn) | Nigel Townsend (Steve Valentine) | Lt. Max Cavanaugh (Ken Howard)    | Det. Woody Hoyt (Jerry O'Connell)        |
| 2         | Dr. Jordan Cavanaugh (Jill Hennessy) | Dr. Garret Macy (Miguel Ferrer)  | Dr. Mahesh "Bug" Vijay (Ravi Kapoor) | Dr. Elaine Duchamps (Lorraine Toussaint)  | Lily Lebowski (Kathryn Hahn) | Nigel Townsend (Steve Valentine) | Lt. Max Cavanaugh (Ken Howard)    | Det. Woody Hoyt (Jerry O'Connell)        |
| 3         | Dr. Jordan Cavanaugh (Jill Hennessy) | Dr. Garret Macy (Miguel Ferrer)  | Dr. Mahesh "Bug" Vijay (Ravi Kapoor) | Dr. Peter Winslow (Ivan Sergei)           | Lily Lebowski (Kathryn Hahn) | Nigel Townsend (Steve Valentine) | Lt. Max Cavanaugh (Ken Howard)    | Det. Woody Hoyt (Jerry O'Connell)        |
| 4         | Dr. Jordan Cavanaugh (Jill Hennessy) | Dr. Garret Macy (Miguel Ferrer)  | Dr. Mahesh "Bug" Vijay (Ravi Kapoor) | Dr. Devan Maguire (Jennifer Finnigan)     | Lily Lebowski (Kathryn Hahn) | Nigel Townsend (Steve Valentine) | Det. Woody Hoyt (Jerry O'Connell) | Vacante                                  |
| 5         | Dr. Jordan Cavanaugh (Jill Hennessy) | Dr. Garret Macy (Miguel Ferrer)  | Dr. Mahesh "Bug" Vijay (Ravi Kapoor) | Dr. Devan Maguire (Jennifer Finnigan)     | Lily Lebowski (Kathryn Hahn) | Nigel Townsend (Steve Valentine) | Det. Woody Hoyt (Jerry O'Connell) | Det. Tallulah "Lu" Simmons (Leslie Bibb) |
| 6         | Dr. Jordan Cavanaugh (Jill Hennessy) | Dr. Garret Macy (Miguel Ferrer)  | Dr. Mahesh "Bug" Vijay (Ravi Kapoor) | Dr. Kate Switzer (Brooke Smith)           | Lily Lebowski (Kathryn Hahn) | Nigel Townsend (Steve Valentine) | Det. Woody Hoyt (Jerry O'Connell) | Vacante                                  |

### Doblaje
| Actor original          | Actor de doblaje                                    | Personaje                 |
| ----------------------- | --------------------------------------------------- | ------------------------- |
| Hennessy, Jill          | Concha García Valero y Mercedes Montalá Maru Guzmán | Dr. Jordan Cavanaugh      |
| Ferrer, Miguel          | Juan Carlos Gustems Arturo Mercado, Jr.             | Garret Macy               |
| Kapoor, Ravi            | Jordi Ribes Alfonso Obregon                         | Dr. "Bug" Mahesh          |
| Ali, Mahershalalhashbaz | Ángel De Gracia Ariel Abadi                         | Dr. Trey Sanders          |
| Lorraine Toussaint      | Sergio Zamora Ricky Martin                          | Dr. Elaine Duchamps       |
| Sergei, Ivan            | Raúl Llorens Raúl Aldana                            | Dr. Peter Winslow         |
| Smith, Brooke           | Lola Oria Jessica Ortiz                             | Dr. Kate Switzer          |
| Hahn, Kathryn           | Toni Avilés Laura Torres                            | Lily Lebowski             |
| Howard, Ken             | Pepe Mediavilla Arturo Mercado                      | Max Cavanaugh             |
| O´Connell, Jerry        | Alberto Mieza Sergio Gutiérrez Coto                 | Det. Woodrow "Woody" Hoyt |
| Bibb, Leslie            | Rosa María Hernández Marina Huerte                  | Tallulah "Lu" Simmons     |
| McKenna, Alex           | Berta Cortés Víctor Ugarte                          | Abby Macy                 |

- Estudio de doblaje: SONYGRAF (Barcelona)

## Episodios de la serie Crossing Jordan

### Temporada 1
| Capítulo | Episodio | Título original                  | Título en castellano             |
| -------- | -------- | -------------------------------- | -------------------------------- |
| 1        | 1        | Pilot                            | Piloto                           |
| 2        | 2        | The Dawn of a New Day            | El Amanecer De Un Nuevo Día      |
| 3        | 3        | The Ties That Bind               | Lazos Que Unen                   |
| 4        | 4        | Born to Run                      | Nacida para correr               |
| 5        | 5        | You Can't Go Home Again          | No Puedes Volver A Casa De Nuevo |
| 6        | 6        | Believers                        | Creyentes                        |
| 7        | 7        | Sight Unseen                     | La nunca visto                   |
| 8        | 8        | Digger (1)                       | El excavador (Parte 1.ª)         |
| 9        | 9        | Digger (2)                       | El excavador (Parte 2.ª)         |
| 10       | 10       | Blue Christmas                   | Navidades tristes                |
| 11       | 11       | Wrong Place, Wrong Time          | Lugar y momento equivocado       |
| 12       | 12       | Blood Relatives                  | Parientes consaguineos           |
| 13       | 13       | Miracles & Wonders               | Milagros y maravillas            |
| 14       | 14       | Four Fathers                     | Antepasados                      |
| 15       | 15       | Acts of Mercy                    | Actos de compasión               |
| 16       | 16       | Lost and Found                   | Perdida y encontrada             |
| 17       | 17       | Crime & Punishment               | Crimen y castigo                 |
| 18       | 18       | With Honor                       | Con honor                        |
| 19       | 19       | For Harry, with Love and Squalor | Para Harry con amor              |
| 20       | 20       | The Gift of Life                 | El regalo de la vida             |
| 21       | 21       | Someone to Count On              | Alguien con quien contar         |
| 22       | 22       | Secrets & Lies (1)               | Secretos y mentiras (Parte 1.ª)  |
| 23       | 23       | Secrets & Lies (2)               | Secretos y mentiras (Parte 2.ª)  |

### Temporada 2
| Episodio | Capítulo | Título original            | Título en castellano               |
| -------- | -------- | -------------------------- | ---------------------------------- |
| 1        | 24       | There's No Place Like Home | Hogar, dulce hogar                 |
| 2        | 25       | Bombs Away                 | Bomba va                           |
| 3        | 26       | The Truth Is Out There     | La verdad está ahí                 |
| 4        | 27       | Pay Back                   | Venganza                           |
| 5        | 28       | As If by Fate              | Cosas del destino                  |
| 6        | 29       | One Twelve                 | Sobre el edificio desmoronado      |
| 7        | 30       | Scared Straight            | Asustada                           |
| 8        | 31       | Don't Look Back            | No mires atrás                     |
| 9        | 32       | Prisoner Exchange          | Intercambio de prisioneros         |
| 10       | 33       | Ockham's Razor             | La navaja de Ockham                |
| 11       | 34       | Family Ties                | Lazos familiares                   |
| 12       | 35       | Perfect Storm              | Tormenta perfecta                  |
| 13       | 36       | Strangled                  | Estrangulada                       |
| 14       | 37       | Wild Card                  | Comodín                            |
| 15       | 38       | John Doe                   | No identificado                    |
| 16       | 39       | Conspiracy                 | Conspiración                       |
| 17       | 40       | Cruel and Unusual          | Cruel e insólito                   |
| 18       | 41       | Fire and Ice               | Hielo y fuego                      |
| 19       | 42       | Dead Wives Club            | El club de las esposas muertas     |
| 20       | 43       | Sunset Division            | División Sunset                    |
| 21       | 44       | Pandora's Trunk (1)        | El maletero de Pandora (Parte 1.ª) |
| 22       | 45       | Pandora's Trunk (2)        | El maletero de Pandora (Parte 2.ª) |

### Temporada 3
| Episodio | Capítulo | Título original                                                    | Título en castellano                                                     |
| -------- | -------- | ------------------------------------------------------------------ | ------------------------------------------------------------------------ |
| 1        | 46       | Devil May Care                                                     | Que el diablo tenga cuidado                                              |
| 2        | 47       | Slam Dunk                                                          | Cosa hecha                                                               |
| 3        | 48       | Til Death Do Us Part                                               | Hasta que la muerte nos separe                                           |
| 4        | 49       | Is That Plutonium in Your Pocket, or Are You Just Happy to See Me? | ¿Es plutonio lo que tienes en el bolsillo, o es que te alegras de verme? |
| 5        | 50       | Dead or Alive                                                      | Vivo o muerto                                                            |
| 6        | 51       | Second Chances                                                     | Segundas oportunidades                                                   |
| 7        | 52       | Missing Pieces                                                     | Piezas que faltan                                                        |
| 8        | 53       | Most Likely                                                        | Lo más probable                                                          |
| 9        | 54       | All the News Fit to Print                                          | Todas las noticias que pueden publicarse                                 |
| 10       | 55       | Revealed                                                           | Al descubierto                                                           |
| 11       | 56       | He Said, She Said                                                  | El dijo, ella dijo                                                       |
| 12       | 57       | Dead in the Water                                                  | En el agua                                                               |
| 13       | 58       | Oh, Brother Where Art Thou?                                        | Oh, hermano ¿Dónde estás?                                                |

### Temporada 4
| Episodio | Capítulo | Título original                      | Título en castellano          |
| -------- | -------- | ------------------------------------ | ----------------------------- |
| 1        | 59       | After Dark                           | Después de oscurecer          |
| 2        | 60       | Out of Sight                         | No está a la vista            |
| 3        | 61       | Intruded                             | Intromisión                   |
| 4        | 62       | Deja Past                            | Vuelta al pasado              |
| 5        | 63       | Justice Delayed                      | Justicia aplazada             |
| 6        | 64       | Blue Moon                            | Luna azul                     |
| 7        | 65       | What Happens in Vegas Dies in Boston | Boston versus Las Vegas       |
| 8        | 66       | Fire from the Sky                    | Fuego del cielo               |
| 9        | 67       | Necessary Risks                      | Trasplante de órganos         |
| 10       | 68       | A Stranger Among Us                  | Un desconocido entre nosotros |
| 11       | 69       | Murder in the Rue Morgue             | Asesinato en el depósito      |
| 12       | 70       | Family Affair                        | Un asunto de familia          |
| 13       | 71       | You Really Got Me                    | De veras me atrapaste         |
| 14       | 72       | Gray Murders                         | Asesinatos en la penumbra     |
| 15       | 73       | It Happened One Night                | Ocurrió una noche             |
| 16       | 74       | Skin and Bone                        | Piel y huesos                 |
| 17       | 75       | Locard's Exchange                    | El intercambio de Locard      |
| 18       | 76       | Sanctuary                            | Santuario                     |
| 19       | 77       | Embraceable You                      | Eres adorable                 |
| 20       | 78       | Forget Me Not                        | No me olvides                 |
| 21       | 79       | Jump Push Fall                       | Caída libre                   |

### Temporada 5
| Episodio | Capítulo | Título original               | Título en castellano                                     |
| -------- | -------- | ----------------------------- | -------------------------------------------------------- |
| 1        | 80       | There's No Place Like Home II | No hay nada como el hogar                                |
| 2        | 81       | Luck Be a Lady                | La fortuna es una dama (Apuesta doblada, triple amenaza) |
| 3        | 82       | Under the Weather             | Indisposición                                            |
| 4        | 83       | Judgement Day                 | El día del juicio final                                  |
| 5        | 84       | Enlightenment                 | Iluminación                                              |
| 6        | 85       | Total Recall                  | Recordarlo todo                                          |
| 7        | 86       | Road Kill                     | Muerte en la autopista                                   |
| 8        | 87       | A Man in Blue                 | Un hombre de azul                                        |
| 9        | 88       | Death Goes on                 | La muerte sigue                                          |
| 10       | 89       | Loves Me Not                  | No me quiere                                             |
| 11       | 90       | The Elephant in the Room      | Maniobras en la sala                                     |
| 12       | 91       | Code of Ethics                | Código ético                                             |
| 13       | 92       | Dreamland                     | Tierra de sueños                                         |
| 14       | 93       | Death Toll                    | Número de víctimas                                       |
| 15       | 94       | Blame Game                    | ¿Quién es el culpable?                                   |
| 16       | 95       | Someone to Watch Over Me      | Alguien que cuide de mí                                  |
| 17       | 96       | Save Me                       | Sálvame                                                  |
| 18       | 97       | Thin Ice                      | Terreno peligroso                                        |
| 19       | 98       | Mysterious Ways               | Sendas misteriosas                                       |
| 20       | 99       | Mace vs. Scalpel              | Mazo contra bisturí                                      |
| 21       | 100      | Don't Leave Me This Way       | No me dejes así                                          |

### Temporada 6
| Episodio | Capítulo | Título original                | Título en castellano               |
| -------- | -------- | ------------------------------ | ---------------------------------- |
| 1        | 101      | Retribution                    | Venganza                           |
| 2        | 102      | Shattered                      | Hecha pedazos                      |
| 3        | 103      | 33 Bullets                     | Treinta y tres balas               |
| 4        | 104      | Crazy Little Thing Called Love | Esa locura llamada amor            |
| 5        | 105      | Mr. Little and Mr. Big         | El señor pequeño y el señor grande |
| 6        | 106      | Night of the Living Dead       | La noche de los muertos vivientes  |
| 7        | 107      | Hubris                         | Orgullo desmesurado                |
| 8        | 108      | Isolation                      | Aislamiento                        |
| 9        | 109      | Seven Feet Under               | Dos metros bajo tierra             |
| 10       | 110      | Fall From Grace                | De la gracia habéis caído          |
| 11       | 111      | Faith                          | Fe                                 |
| 12       | 112      | Sleeping Beauty                | La bella durmiente                 |
| 13       | 113      | Post Hoc                       | Después de esto                    |
| 14       | 114      | In Sickness & In Health        | En la salud y en la enfermedad     |
| 15       | 115      | Dead Again                     | Muerta otra vez                    |
| 16       | 116      | D.O.A.                         | Ingreso cadáver                    |
| 17       | 117      | Crash                          | Accidente                          |